# بن فاونتن
بين فاونتن (بالإنجليزية: Ben Fountain)‏ (1958، تشابل هيل في الولايات المتحدة)؛ كاتب وروائي أمريكي.

## روابط خارجية
- بن فاونتن على موقع IMDb (الإنجليزية)
- بن فاونتن على موقع قاعدة بيانات الفيلم (الإنجليزية)